# Liat Himmelheber

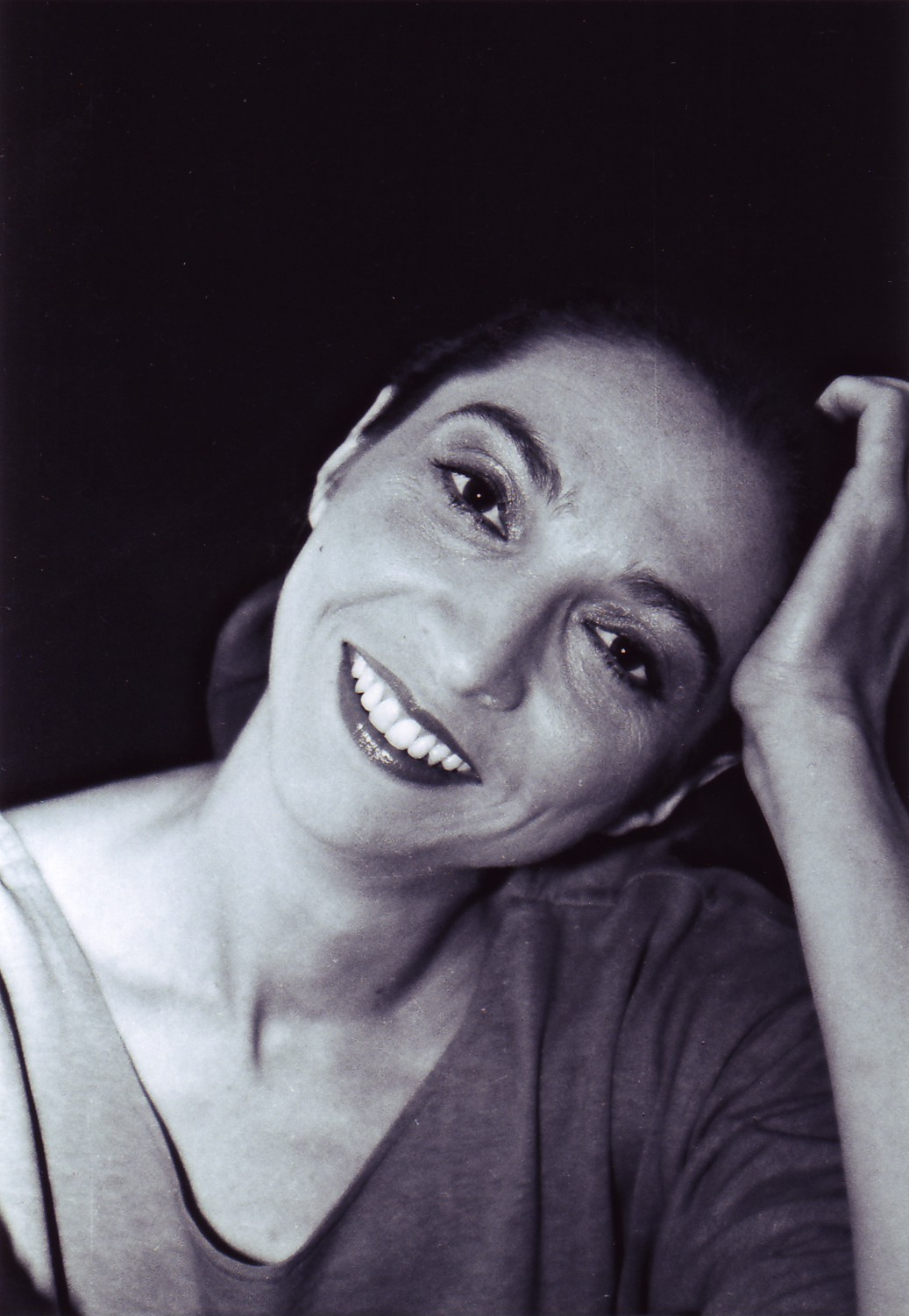
Liat Himmelheber

Liat Himmelheber, bürgerlich Liutgart Himmelheber-Nohl (* 1956 in Stuttgart) ist eine deutsche Opernsängerin (Mezzosopran).

## Leben
Liat Himmelheber erhielt ihre Ausbildung bei Margarethe von Winterfeldt in Berlin und bei Judith Beckmann an der Hamburger Musikhochschule. Wichtige Impulse für die Liedinterpretation verdankt sie Dietrich Fischer-Dieskau und Aribert Reimann. 1988 gewann sie zusammen mit dem Pianisten Axel Bauni den Preis für moderne Liedgestaltung beim Kulturverband des BDI. In langjährigen Engagements am Gärtnerplatztheater München und am Theater Augsburg, sowie am Kölner Opernhaus sang sie fast alle großen Partien des lyrischen Mezzo-Fachs, wobei sie mit Regisseuren wie Jean-Pierre Ponnelle, Peter Konwitschny, Peter Baumgardt und Brigitte Fassbaender zusammenarbeitete. Sie ist mit dem Schriftsteller Andreas Nohl verheiratet und hat drei Kinder.
Liat Himmelheber trat bei verschiedenen europäischen Festivals auf, u. a. in Donaueschingen, Schleswig-Holstein und Davos, im Centre Pompidou Paris, beim Cantiere d’Arte in Montepulciano, den Berliner Festwochen und der Expo 2000. Ihr besonderes Interesse gilt der zeitgenössischen Musik: Sie hat zahlreiche neuere Werke uraufgeführt und für den Rundfunk bzw. auf CD aufgenommen. Die Aufnahme der Sappho-Gesänge von Hans-Jürgen von Bose mit dem Ensemble Modern unter Peter Eötvös wurde vom Deutschen Musikrat für die CD-Dokumentation „Musik in Deutschland 1950–2000“ ausgewählt.
Neben ihrer künstlerischen Tätigkeit unterrichtete sie von 2004 bis 2014 an der Musikhochschule Augsburg (ab 2008 Leopold-Mozart-Zentrum). Seit 2008 hat sie einen Lehrauftrag an der Hochschule für Musik Nürnberg.

## Diskografie
- Hans-Jürgen v. Bose: Sappho-Gesänge (WERGO)
- Aribert Reimann: Neun Sonette der Louize Labé (WERGO)
- Viktor Ullmann: Lieder (Orfeo)
- Michael Haydn: Deutsches Hochamt (Angelus records)
- Ernst Krenek: Gesänge des späten Jahres (Orfeo)
- Neue Dichter lieben (amphion)